# Little Annie
Ann Robie Bandes (1961), más conocida como Little Annie, Annie Anxiety o Annie Anxiety Bandez, es una cantante, compositora, pintora, poeta, escritora, artista performer y actriz de teatro nacida en Nueva York.

## Carrera

### Primeros años: Nueva York y Londres
Comenzó a cantar a la edad de 16 años con su banda 'Annie and the Asexuals', formada en 1977. Después de mudarse al Reino Unido en 1981 por invitación de Steve Ignorant, comenzó a trabajar con Penny Rimbaud y Crass.
Posteriormente se convirtió en la chanteuse "de la casa" para el sello discográfico On-U Sound Records de Adrian Sherwood, lo cual incluyó la grabación de tres álbumes en solitario: Soul Possession, Short & Sweet y Jackamo. Durante este tiempo también grabó con The Wolfgang Press, Current 93, Coil, Nurse With Wound, Lee 'Scratch' Perry, Bim Sherman, CL Stealers, Swans, Kid Congo Powers o Fini Tribe, y escribió para el difunto Bim Sherman, Paul Oakenfold, Gary Clail y Living Color.

### Regreso a América: actuación, pintura, escritura y performance
En 1990 hizo un parón en su carrera musical, solo interrumpido por la grabación y la aparición con su amigo Kid Congo Powers y el dúo neoyorquino Sister Boy. Estando, en sus  propias palabras, 'enloquecida por las tonalidades' durante el período que pasó en México,decidió regresar a casa para dedicarse a la pintura de manera autodidacta, algo que ya había había probado anteriormente, dedicando a ello durante un año completo un promedio de 16 horas al día. Ha empleado todas las técnicas de pintura posibles, con la excepción del óleo, y su trabajo ha sido descrito por su "estilo ingenuo", que es "figurativo, metafórico y surrealista, con un fuerte énfasis en el color; a menudo combinando paisajes tortuosos y expresionistas con imágenes bíblicas". Su obra God and Science, se inspiró en los ataques terroristas del 11 de septiembre de 2001 contra los Estados Unidos. Tras una exposición colectiva comisariada por Louis Laurita en 1998, cuatro años más tarde, en 2002, realizaría su primera exposición individual.
En 1992 volvió a grabar lanzando el sencillo "I Think of You" en On-U Sound, para, a continuación, en 1993, sacar el álbum Short and Sweet ya bajo el nombre de Little Annie.
Annie conoció al actor Bill Rice y los dos se hicieron amigos íntimos, apareciendo juntos muchas veces en numerosas obras y piezas de teatro. La obra de Jim Neu Alone Together fue su último trabajo juntos ya que  Rice moriría unos meses después del final de su carrera en enero de 2007.
Little Annie volvió a la música con un EP, Lullaby, coescrito con Larry Tee. Tras él, en 2002, vino el sencillo "Diamonds Made of Glass" producido por Joe Budenholzer y Christoph Heemann para Drag City. Su siguiente proyecto fue 'The Legally Jammin', una banda formada con Christian Jendrieko, Khan Oral y Kid Congo Powers. El álbum homónimo de 2003 The Legally Jamming (Italic Records) fue votado por la revista especializada Mojo como el disco dance del año. Su siguiente álbum sería el primero de sus trabajos basados fundamentalmente en la combinación de piano y cuerdas. Songs from the Coalmine Canary, lanzado en el sello Durtro/Jnana, fue coproducido por Antony Hegarty y Joe Budenholzer (de Backworld). Hegarty también tocó el piano, hizo coros y coescribió varias canciones en este disco. La canción "Strangelove", coescrita por Little Annie y Hegarty, fue utilizada como banda sonora para la campaña publicitaria de Levi´s 'Dangerous Liaisons' en 2007, obteniendo varios premios, incluyendo el Cannes Lions – International Advertising Festival, 2007 (León de Bronce ) para "El mejor uso de la música".
Little Annie ha actuado en el escenario con Marc Almond, apoyándolo en 2007 en varias apariciones en Wilton's Music Hall, donde actuó con el pianista Paul Wallfisch de la banda Botanica, y en la gira de Almond '30 Years Of Hits' dos años más tarde. En 2008 ella y Paul Wallfisch grabaron el álbum When Good Things Happen to Bad Pianos, que incluye una versión de la canción de U2 "I Still Haven't Found What I'm Looking For". En 2010 Annie y Wallfisch lanzaron su segundo álbum, Genderful, a través de Southern Records. En 2011 Little Annie se convirtió en la cantante de la banda italiana Larsen apareciendo en los álbumes La Fever Lit 2010 y Cool Cruel Mouth (Tin Angel). En 2013, Little Annie y Baby Dee lanzaron State of Grace en Tin Angel Records, y giraron juntas por Norteamérica y Europa. En 2015 Annie tuvo su primera exposición individual desde 2007 en la galería Gavin Brown Enterprises, comisariada por Boo-Hooray Gallery. La exposición, llamada 'NYC/Miami', mostró su obra correspondiente al período 2013-2015, consistente en paisajes urbanos monocromáticos yuxtapuestos con vibrantes mandalas que reflejaban su reciente traslado a Miami. Ella y Wallfisch se reunieron para hacer una gira con los Swans. Annie grabó Trace, su octavo álbum en solitario, en Toronto con Ryan Driver, Opal/Onyx y Wallfisch, producido por Jean Martin y lanzado en 2016. En 2017 fue invitada en el álbum de Hifi Sean FT participando en la canción "Just Another Song", que también escribió, y su primer libro de arte, Meditations In Chaos, fue publicado por Timeless Ed (Toulouse, Francia).

### Escritura
Little Annie ha publicado sus memorias, así como poesía y las letras de sus canciones. Primero sus memorias bajo el título: You Can´t Sing The Blues While Drinking Milk, que fueron publicadas en 2012 por Tin Angel Publishing incluyendo textos de Lydia Lunch, David J, Baby Dee, David Tibet y Antony Hegarty. En 2013 vio la luz su libro en prosa Sing Don't Cry /I Remember Mexico en Existencil Press en el Reino Unido. Precediendo a estos Stride Publications lanzó: Hell is a place where we call each other darling: the poems and prose of Little Annie, una colección de sus poemas y letras de canciones incluyendo "Bless Those" (Little Annie's Prayer) grabada por Living Color.

## Discografía

### Álbumes
- 1984 – Annie Anxiety – Soul Possession LP (Corpus Christi, Christ It's 10) – UK Indie no. 7[13]
- 1987 - Annie Anxiety Bandez - Jackamo LP/CD (One Little Indian, TPLP 4) – UK Indie no. 28
- 1993 – Little Annie – Short and Sweet LP (On-U Sound, ON-U LP60 CD16)
- 2003 - Little Annie & The Legally Jammin' - Little Annie & The Legally Jammin' LP (Italic)
- 2006 – Little Annie – Songs from the Coal Mine Canary CD (Durtro/Jnana)
- 2008 - Little Annie and Paul Wallfisch - When Good Things Happen to Bad Pianos (Durtro/Jnana)
- 2010 - Little Annie and Paul Wallfisch - Genderful (Southern Records)
- 2012 - Little Annie and Baby Dee - State of Grace (Tin Angel Records, TAR033)
- 2016 - Little Annie - Trace (Tin Angel)

Con Larsen
- 2008 – Larsen – La Fever Lit (Important)
- 2011 – Larsen – Cool Cruel Mouth (Tin Angel)

### Sencillos, EPs
- 1981 – Annie Anxiety – "Barbed Wire Halo" 7" (Crass Records, 321984/3) – UK Indie no. 10[13]
- 1987 - Annie Anxiety Bandez - "As I Lie In Your Arms" 12" (One Little Indian, 12TP6)
- 1990 - Annie Anxiety Bandez -"Sugar Bowl"  7"/12" (Atco/East West)
- 1992 - Little Annie - "I Think Of You" 12" (On-U Sound Records, ON-UDP 21)
- 1993 - Little Annie - "Bless those" 10" (On-U Sound Records, ON-U DP 26)
- 1994 - Little Annie - In Dread With Little Annie (Four Pieces Of Heart at 33RPM) 12" (On-U Sound, ON-UDP30)
- 1994 – Little Annie – "Going For Gold" (On-U Sound)
- 2001 – Little Annie – "Diamonds Made of Glass" (Streamline)
- 2011 – Little Annie & Fabrizio Modonese Palumbo – Blue Xmas EP (Tourette)

### Aparición en recopilatorios
- "The Gates of Freedom" (Annie Anxiety and the Asexuals) on Here We Go (1985, Sterile)
- "It Was July" on F/Ear This! (1987), P.E.A.C.E.
- "I Think Of You" (alternate vocal take, alternate mix) on Pay It All Back Volume Three (On-U Sound Records, ON-U LP53) (1991)
- "Hello Horror" on A Sides (Part One. 1979 / 1982) (1992), Crass
- "13 Things I Did Today" on Interiors (1998)
- "Baby I'll Make You A Man" on Brainwaves (2006)
- "Freddy & Me" on Not Alone (2006), Durtro/Jnana (compilation for Medicines Sans Frontier)
- "Small Love" on Songs Inspired By The Film 30th Century Man: Scott Walker by film maker Stephan Kijak (2010)

### Apariciones como invitada
- "Count This" on Keith LeBlanc's Stranger Than Fiction (1988), Nettwerk
- "Dans" on Kamarorghestar's Ríða Á Vaðið (1988), Gramm
- "The Birdie Song" and "Dreams & Light" on The Wolfgang Press's Queer (1991), 4AD
- "Things Happen" on Coil's Love's Secret Domain (1991), Wax Trax! Records
- "Gentle Killer" on Missing Brazilians' Warzone (1994), On-U Sound Records
- "Forty Six Things I Did Today" on CoH's Vox Tinnitus (1999), Raster-Noton
- "Ach Golgotha: The Mystical Body Of Christ In Chorazaim (excerpt)" on Current 93's Emblems: The Menstrual Years (2000), ArsNova
- Marc Almond "Hier Encore/Yesterday when I was young" (live duet) CD/DVD 2010
- "Interactive" on CL Stealers Feat; Little Annie (sencillo)/JackPot Goalie álbum
- "I'm Curious Yellow" COH featuring Little Annie (2011) - sencillo
- "Some Things We Do" (duet with Michael Gira) on Swans' To Be Kind (2014)

## Publicaciones
- Hell Is a Place Where We Call Each Other Darling: the Poems and Prose of Little Annie (1999), Stride Publications
- Sing Don't Cry: A Mexican Journal (2012)
- You Can't Sing the Blues While Drinking Milk: The Autobiography of Little Annie AKA Annie "Anxiety" Bandez (2012), Tin Angel Records
- Just Like I Pictured It (2014), Exitstencil Press, UK
- Meditations In Chaos (2017), Timeless Ed, Francia